# Улица Кохту
Улица Ко́хту (эст. Kohtu tänav, Судебная) — улица в историческом районе Старый город Таллина, на Вышгороде, от площади Кирику. Протяжённость — 146 метров.

## История
Своё название улица получила в честь Верховного суда Эстонии, располагавшегося в Доме эстляндского рыцарства в 1882 году. На русских картах и указывалась как Судебная.

## Застройка
д. 2 — бывший особняк Толли, здание построено в 1798 году, ныне — Венгерский институт (Balassi Institute)
д. 4 — бывший особняк Икскюля, ныне — Посольство Финляндии
д. 6 — бывший дворец Унгерн-Штернберга, ныне — Эстонская академия наук (1865 год, архитектор Мартин Гропиус)
д. 8 — бывший особняк Каульбарса, ныне — резиденция Канцлера юстиции (1809—1814, архитекторы К. Энгель (?) и С. И. Енихен)
д. 10 — Посольство Португалии

## Достопримечательности

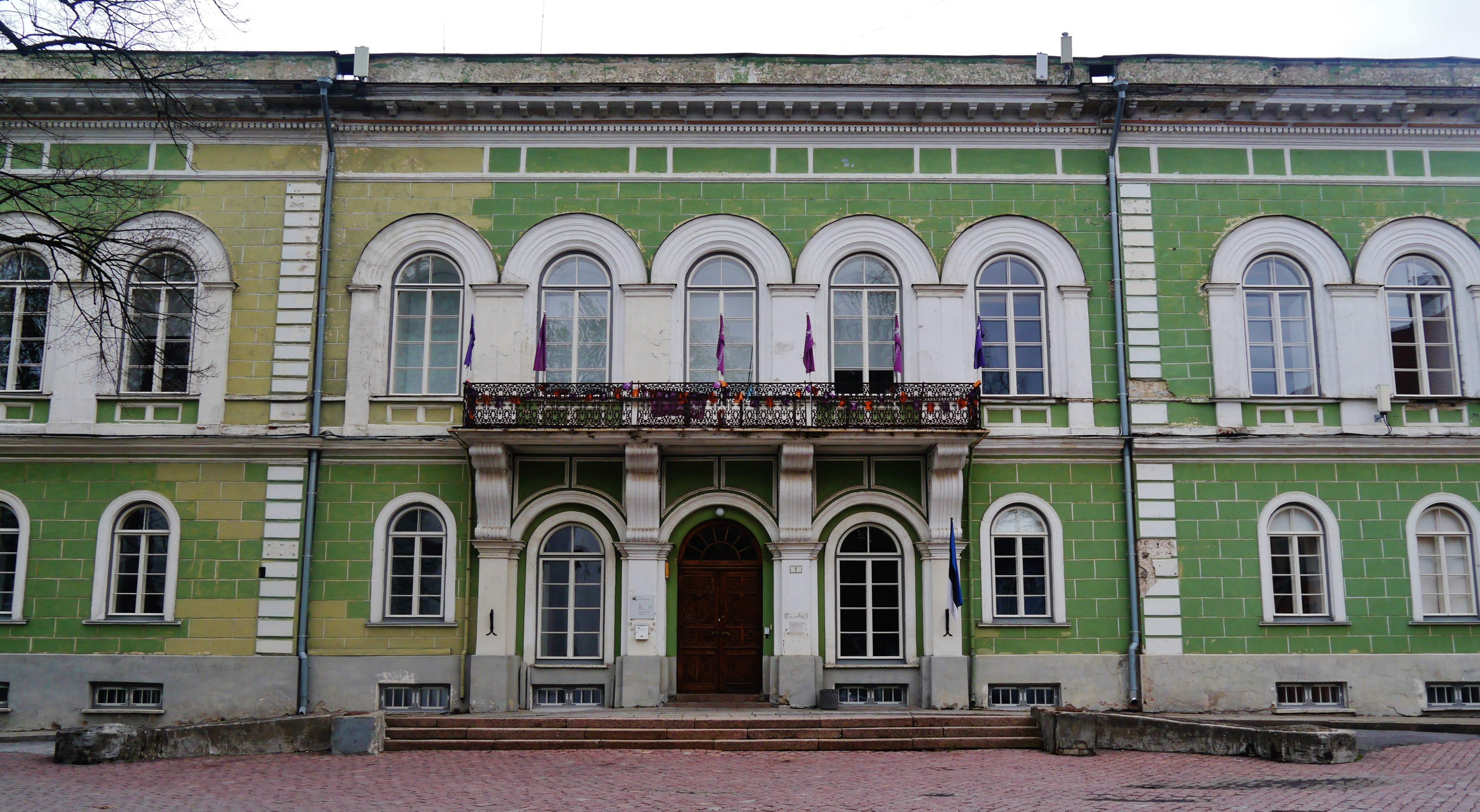
«Дом эстляндского рыцарства»

- Памятная стела Балтийскому легиону (1918—1920).
- Смотровая площадка Кохтуотса[6][7]
- У выхода улицы на площадь Кирику расположен бывший «Дом эстляндского рыцарства»